# Нива (Псковская область)
Нива — опустевшая деревня в Дновском районе Псковской области России. Входит (с 2015) в состав городского поселения Дно.

## История
В 1938 г. постановлением Президиума ВЦИК селение Язвы переименовано в Нива'.
В 1941—1944 гг. территория, где находилась деревня, находилась под фашистской оккупацией войсками Гитлеровской Германии.
До марта 2005 года деревня Нива входила в Юрковскую волость. После упразднения Юрковской волости, согласно Закону Псковской области от 28 февраля 2005 года, деревни волости вошли в муниципальное образование Лукомская волость.
С 30 марта 2015 года деревня Нива входит городское поселение Дно. Согласно Закону Псковской области от 30 марта 2015 года № 1508-ОЗ «О преобразовании муниципальных образований», Лукомская волость, куда входила деревня, была упразднена и включена в городское поселение Дно с центром в рабочем посёлке Дно.

## Население
| 2001 | 2002 | 2010 |
| ---- | ---- | ---- |
| 1    | ↘0   | →0   |